# ویلیام و مری (مجموعه تلویزیونی)
ویلیام و مِـری (انگلیسی: William and Mary) یک مجموعهٔ کمدی-درام بریتانیایی است که در سال ۲۰۰۳ منتشر شد. عنوان سریال اشاره به دو شخصیت اصلی آن ویلیام سوم و ماری دوم انگلستان دارد.

## گزیدهٔ بازیگران
- مارتین کلونز
- جولی گراهام
- شریل کمبل
- جیمز گرین
- پترسون جوزف
- مایکل فاسبندر
- مایلز اندرسون